# Горка-Ладковщина
Горка-Ладковщина — деревня в Холмогорском районе Архангельской области.

## География
Находится в центральной части Архангельской области на расстоянии приблизительно 46 км на юг по прямой от административного центра района села Холмогоры на правобережье реки Северная Двина.

## История
Уже в 1939 году отмечалась в составе Ракульского сельсовета Холмогорского района. До 2022 года входила в Ракульское сельское поселение до его упразднения.

## Население
Численность населения: 3 человека (русские 100 %) в 2002 году, 4 в 2010.